# Horská chata Gírová
Chata Gírová – górskie schronisko turystyczne w Czechach położone na wysokości 790 m n.p.m. pod szczytem Girowej na terenie Międzygórza Jabłonkowsko-Koniakowskiego.

## Historia
Obiekt został wybudowany przez oddziału Klubu Czechosłowackich Turystów (KČST) z Karwiny według projektu Václava Kadleca. Po uzyskaniu w 1931 roku szeregu pozwoleń prace rozpoczęto wiosną 1932 roku. Kamień węgielny wmurowano 17 czerwca, choć wówczas zasadnicza część budynku już stała. Otwarcie dla ruchu turystycznego nastąpiło bądź to 9 lipca, bądź też 16 października 1932. Pierwotnie schronisko nosiło nazwę „Dorazilova chata” na cześć dr. Leopolda Dorazila – budowniczego schroniska.
Po zajęciu Zaolzia przez Polskę w 1938 r. do września 1939 r. obiektem zarządzało Polskie Towarzystwo Tatrzańskie (Koło w Karwinie Oddziału w Cieszynie). Gospodarzem został wówczas Franciszek Schulhauser wraz z żoną Stefanią, którzy prowadzili schronisko aż do roku 1967. W 1939 roku oferowało 40 miejsc noclegowych. W latach II wojny światowej znajdowało się w gestii niemieckiej organizacji Beskidenverein, a pod koniec działań zbrojnych zostało zajęte przez Wehrmacht. Bezpośrednio po zakończeniu wojny budynek wrócił w ręce KČST, jednak Klub został zlikwidowany 1948 roku, a jego majątek znacjonalizowano. Następnie obiekt stanowił własność szeregu podmiotów: kopalni z Karwiny, zakładów przemysłowych Elektromontážní závody Praha, przedsiębiorstw Potraviny Karviná, Vlet, przedsiębiorstwa państwowego Restaurace a jídelny, stowarzyszenia Sokol oraz Czechosłowackiego Związku Wychowania Fizycznego i Sportu (ČSTV). W tych latach dostęp do obiektu był ograniczony. W 1966 podawano, że schronisko znajduje się w dobrym stanie technicznym. Odwiedzającym udostępniano wóczas dwa pokoje dwuosobowe oraz dwie sale wieloosobowe (łącznie 35 łóżek). Obiekt był zelektryfikowany i posiadał połączenie telefoniczne.
Po 1992 r. reaktywowany Oddział Klubu Czeskich Turystów z Karwiny, jako następca prawny po dawnym KČST, podjął na drodze sądowej działania zmierzające do odzyskania obiektu. Od 1993 r. schronisko stało się ponownie dostępne dla ruchu turystycznego, dysponując noclegami, wyżywieniem i bufetem dla odwiedzających. W 1996 r. jego prowadzenie objęli Jana i Antonín Sikorowie, zaś w 2022 obiekt nabyła rodzina Malyjurków.
W 2012 schronisko obchodziło 80-lecie swojego istnienia.

## Warunki pobytu
Schronisko oferuje 51 miejsc noclegowych w pokojach 2-, 3-, 4- i 6-osobowych (25 w budynku głównym, 26 w obiekcie sąsiednim). Prowadzi również wyżywienie (jadalnia na 25 miejsc).

## Szlaki turystyczne
Mosty koło Jabłonkowa – Horská chata Studeničné – Chata Gírová – Komorowski Groń – Bukowiec
  Barzyny – Chata Gírová – Jabłonków